# Univerzitní knihovna Ostravské univerzity
Univerzitní knihovna Ostravské univerzity je akademická knihovna, která poskytuje knihovnické a informační služby studentům, akademickým i neakademickým zaměstnancům univerzity i široké veřejnosti. Disponuje specializovanými fondy a informačními zdroji tematicky odpovídajícími studijním oborům vyučovaným na Ostravské univerzitě, a zajišťuje tak informační podporu studia, výuky, vědy a výzkumu. Knihovnu tvoří hlavní budova a fakultní studovny. Univerzitní knihovna má také na starosti metodické vedení více než 30 knihoven pracovišť Ostravské univerzity.

## Historie

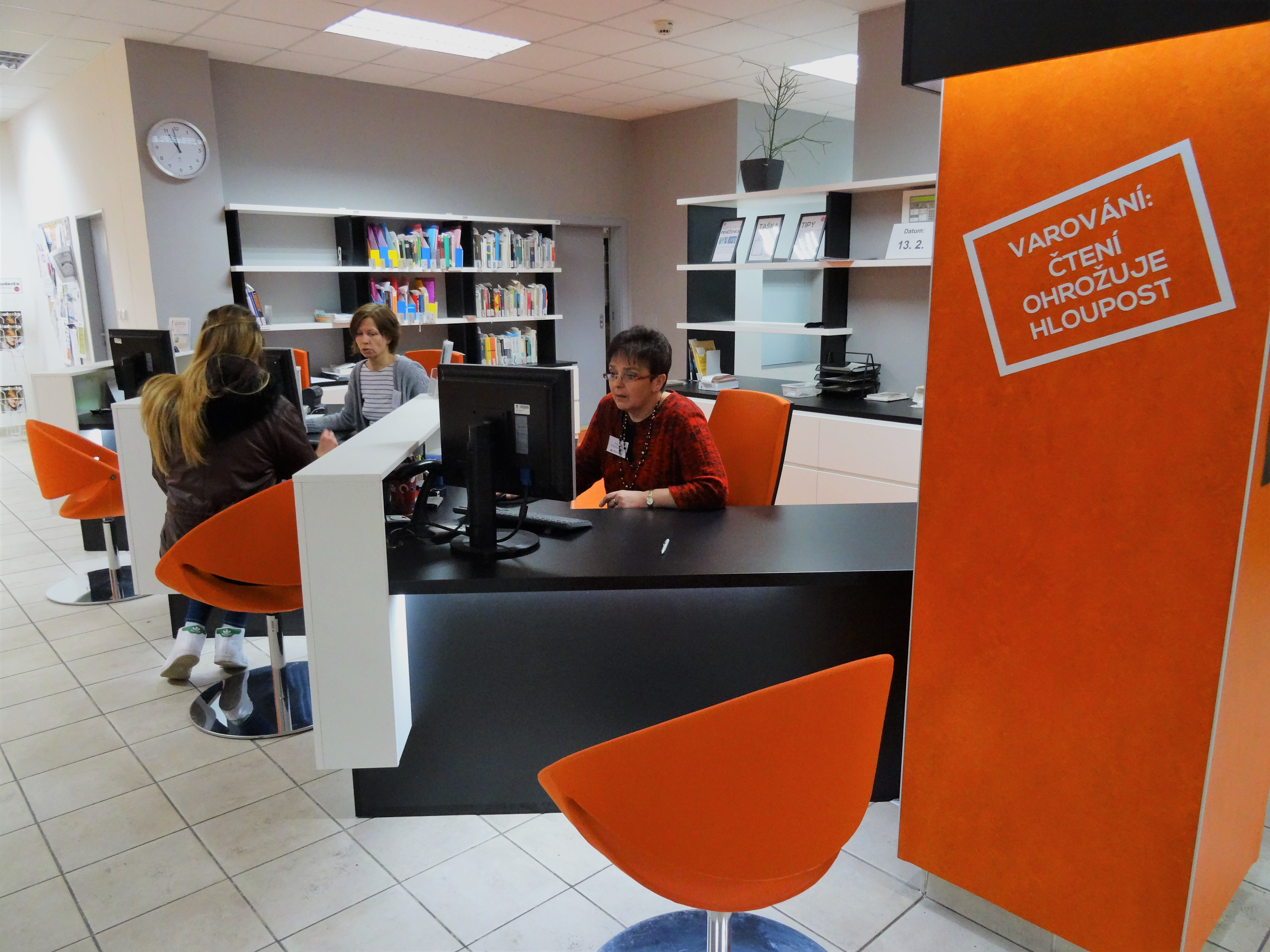
Půjčovna Univerzitní knihovny Ostravské univerzity

Před vystavěním ústřední budovy knihovny na ulici Bráfova v centru Ostravy byl knihovní fond roztříštěn mezi tehdejší půjčovnou a detašovanými pracovišti. Půjčovna se nacházela v někdejší budově Přírodovědecké fakulty na ulici Bráfova, studovna fungovala v Domě dětí a mládeže na ulici Ostrčilova, následně se přidala studovna Filozofické fakulty na ulici Československých legií. O stavbě jediné centrální budovy, která by odpovídala všem legislativním normám, se začalo diskutovat s nástupem druhého rektora Ostravské univerzity, prof. Jiřího Močkoře, v roce 1995. Provoz knihovny v nových prostorách na ulici Bráfova 3 byl slavnostně zahájen 22. ledna 1999.
Již od roku 1997 měli uživatelé možnost přístupu k elektronickému katalogu T-Series (dříve TINLIB), dostupnému přes internetové připojení. V roce 2007 byl T-Series nahrazen modernějším knihovním systémem DAIMON, jenž byl synchronizován se studijní agendou STAG OU.
V roce 2009 byl zakoupen a zprovozněn knihovní systém Aleph společnosti Ex Libris. Přístup k elektronickým informačním zdrojům (e-zdrojům) byl zajištěn v roce 2000. Jedná se o předplacené bibliografické a plnotextové databáze, finančně dostupné především díky grantovým programům MŠMT pro podporu vědy a výzkumu na vysokých školách. Tyto e-zdroje umožňují online přístup k informacím, zejména k zahraničním odborným a vědeckým časopisům, článkům, abstraktům. K e-zdrojům lze přistupovat v rámci sítě OU i z domova. Na podzim 2013 bylo zavedeno jednotné vyhledávací rozhraní EDS (EBSCO Discovery Service), které umožňuje přístup k plným textům článků a jejich rychlé stahování. Na základě jednoho dotazu uživatel prohledá a získá obsah ze všech dostupných databází, které má Ostravská univerzita k dispozici včetně katalogu knihovny. Systém rovněž umožňuje automatické generování bibliografické citace článků přes generátor Citace.com.[zdroj?]
Od roku 2018 jsou e-zdroje pořizovány prostřednictvím Národního centra pro elektronické informační zdroje CzechELib. Mimo zakoupené tituly e-knih mohou uživatelé knihovny od roku 2020 využívat online knihovnu českých e-knih Bookport.[zdroj?]

## Struktura

### Hlavní budova

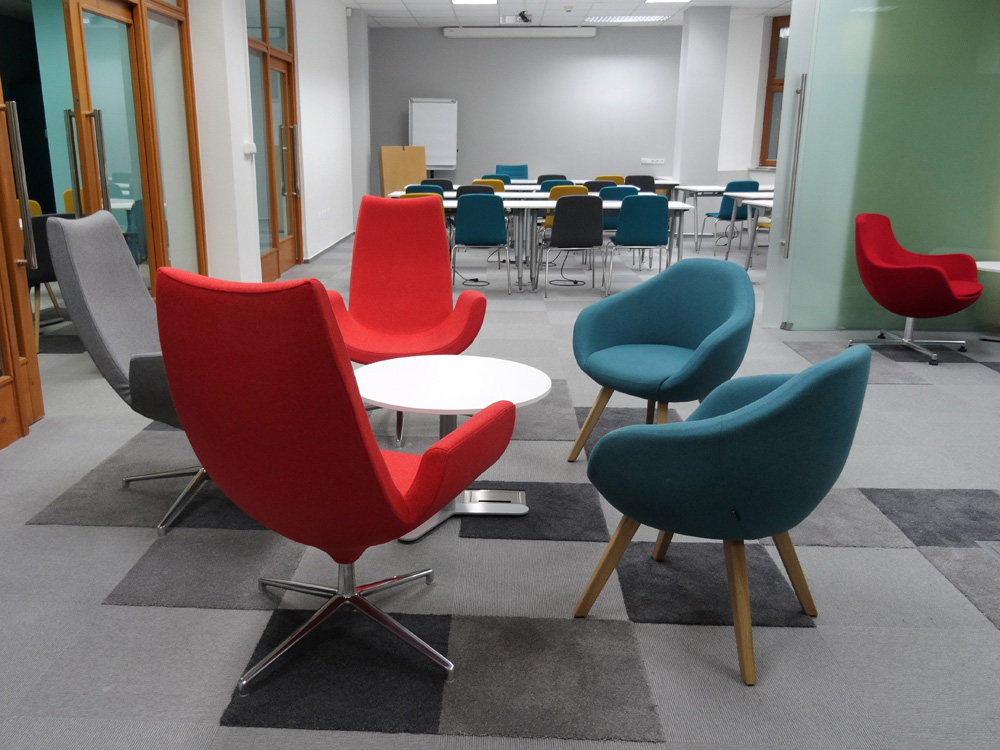
S-zóna v hlavní budově Univerzitní knihovny Ostravské univerzity

V hlavní budově se nachází půjčovna, Studovna Jacquese Rupnika (prestižní studovna s variabilním nábytkem rekonstruovaná v roce 2022) a dále otevřený multifunkční prostor S-zóna, který z jedné poloviny slouží jako relaxační místnost a z druhé jako prostor pro výuku a přednášky. 
Rovněž je zde situováno zázemí pracovníků Univerzitní knihovny a ve čtyřech patrech sklady s knihovním fondem.[zdroj?]

### Fakultní studovny
Knihovní fondy studoven jsou profilovány studijními obory daných fakult. Fakulta sociálních studií jako jediná nemá vlastní studovnu; její fond je součástí Studovny Jacquese Rupnika na hlavní budově knihovny.
- Studovna Fakulty umění
- Studovna Filozofické fakulty
- Studovna Lékařské fakulty
- Studovna Pedagogické fakulty
- Studovna Přírodovědecké fakulty

## Služby
- Výpůjční služby[10]
- Meziknihovní výpůjční služby[11]
- Bibliograficko-informační služby
- Konzultační a poradenské služby poskytované osobně i online formou[12]
- Referenční a rešeršní služby[13]
- Reprografické služby (tisk, kopírování a skenování) a kroužková vazba[14]
- Informační vzdělávání studentů i akademických a neakademických pracovníků univerzity
- Exkurze
- Půjčování nabíječek, sluchátek a notebooků
- Individuální studovna, týmová studovna
- Kuchyňský koutek
- Přístup k internetu na uživatelských zařízeních i Wi-Fi připojení pomocí infrastruktury eduroam
- Licencované databáze[15] prohledávatelné na jednom rozhraní EDS
- Centrální evidence ISBN, ISMN a ISSN pro Ostravskou univerzitu

## Aktivity
Univerzitní knihovna vystupuje také navenek a pravidelně se účastní kulturních akcí konajících se nejen v Ostravě.

### Kulturní aktivity
Knihovna poskytuje své prostory pro řadu kulturních akcí, konaných především univerzitními pracovišti.
- Polské dny v Ostravě 2022[16] – festival Polského institutu Praha a Kavárny Pant – některé přednášky festivalu se konaly ve Studovně Jacquese Rupnika
- Francouzský podzim v Ostravě 2022[17] – festival Alliance française d'Ostrava
- pravidelně se knihovna účastní také univerzitních akcí pro studenty a veřejnost, jako např. Majáles, happening Jsme Ostravská! nebo nově v roce 2022 otevíracího a seznamovacího festivalu pro studenty OUpener[18]
- každoročně se v knihovně koná část Festivalu ostravských knihoven, který slouží k představení všech knihoven, které působí v Ostravě

### Projekty a konference
V roce 2022 se knihovna v participující roli zapojila do centralizovaného rozvojového projektu z programu MŠMT nazvaného Podpora blended learningu vysokoškolskými knihovnami (služby, zdroje, procesy), jehož hlavním koordinátorem byla Česká zemědělská univerzita v Praze. Projekt byl zaměřen na analýzu služeb, zdrojů a procesů v knihovnách veřejných vysokých škol v kontextu rostoucího rozšíření výuky metodami blended learning.
Knihovna je aktivně zapojena do projektu CARDS, který si klade za cíl vytvořit centrální „platformu nové generace“ (PNG) pro správu všech typů informačních zdrojů společnou pro informační centra a knihovny vysokých škol. Dlouhodobý projekt má trvat až do roku 2028 a hlavním řešitelem je Národní technická knihovna v Praze.
V květnu 2022 poprvé knihovna ve spolupráci s univerzitním Centrem mezinárodní spolupráce pořádala mobilitu Erasmus Library Staff Week pro zaměstnance zahraničních univerzitních knihoven. Účastnilo se jej 11 návštěvníků ze Slovenska, Polska, Maďarska, Belgie, Španělska a Turecka.
Společně s Asociací knihoven vysokých škol ČR pořádala knihovna konferenci Bibliotheca academica 2024.

### Univerzitní knihovna v médiích
- Čtenář – Dopad koronavirové situace na knihovny: mimořádná opatření s vlivem na úpravy a rozvoj služeb (výsledky dotazníkového šetření)[23]
- Čtenář – Dopad pandemie na služby a práci knihoven: srovnání postojů uživatelů Univerzitní knihovny Ostravské univerzity[24]
- OU@live – Ostravská univerzita slavnostně otevřela nový příjemný prostor ke studiu[25]
- Události v regionech – Studovna Jacquese Rupnika na OU[26]
- Čtenář – Nová Studovna Jacquese Rupnika[27]
- OU@live – Festival ostravských knihoven 2022[28]
- OU@live – Zelená knihovna[29]
- iDnes – Ostravské stopy: Ostrava hledá nové poslání a zatím se to daří, míní Rupnik[30]
- konference Bibliotheca Academica 2022 – Jak dostat knihy z polic k uživateli[31]
- Knihovna Plus – Jsme pyšní na naši studovnu Jacquese Rupnika[32]
- OU@live – Univerzitní knihovna na Ostravské nabízí mnohem víc než výpůjčku knih. Nominovaná je dokonce na cenu Knihovna roku[33]

### Ocenění
V roce 2020 získal Mgr. Jiří Plešek z Univerzitní knihovny Ostravské univerzity 2. místo na soutěži Knihovnická K2 – Knihovník/Knihovnice Moravskoslezského kraje. Ocenění uděluje Moravskoslezský kraj ve spolupráci s Moravskoslezskou vědeckou knihovnou v Ostravě a podporuje tak aktivní knihovníky v kraji.
Knihovna byla v roce 2023 nominována na cenu Knihovna roku 2023 vyhlašovanou Ministerstvem kultury ČR a Národní knihovnou ČR v kategorii Významný počin v oblasti poskytování veřejných knihovnických a informačních služeb za rekonstrukci studovny Jacquese Rupnika.

### Členství
Univerzitní knihovna Ostravské univerzity je členem několika sdružení a asociací, které umožňují efektivní spolupráci nejen vysokoškolských knihoven.
- Asociace knihoven vysokých škol (AKVŠ) – členství od jejího založení v roce 2001
- Svaz knihovníků a informačních pracovníků České republiky (SKIP)
- Národní centrum pro informační podporu výzkumu, vývoje a inovací (NCIP VaVaI)
- Národní centrum pro elektronické informační zdroje (CzechELib)
- Sdružení uživatelů knihovního systému Aleph (SUAleph)